# 兴安红景天
兴安红景天（学名：Rhodiola stephanii）是景天科红景天属的植物。分布在日本、俄罗斯以及中国大陆的内蒙古等地，目前尚未由人工引种栽培。